# John R. Balmer
John Raeburn Balmer, Bendigo (Australia), 3 de julio de 1910 – Leopoldsburg (Bélgica), 11 de mayo de 1944) fue un oficial de alto rango y piloto de bombarderos en la Real Fuerza Aérea Australiana (RAAF, por sus siglas en inglés). Nacido en Bendigo, Victoria (Australia), estudió derecho antes de incorporarse a la RAAF como cadete del aire en 1932. Instructor en Point Cook desde 1935 hasta 1937, alcanzó renombre en los círculos de la Fuerza Aérea cuando, según los informes, saltó en paracaídas de un avión de entrenamiento para motivar a su alumno tomar tierra por sí mismo. También llegó a ser conocido por el público en general como un motorista de cross-country, estableciendo récords antes de la Segunda Guerra Mundial para la ruta trans-asustraliana y para la ruta bordeando Australia.